# Wilhelm Körner
Wilhelm Körner, conocido también como Guglielmo Koerner (Kassel, 20 de abril de 1839 - Milán, 29 de marzo de 1925), fue un químico alemán.

## Vida
WilhelmKörner estudió química en la Universidad de Giessen, donde se graduó en 1860. En 1866 se convirtió en asistente de Kekulé en la Universidad de Gante. En 1867, cuando Kekulé fue llamado por la Universidad de Bonn, Körner abandonó Gante por la Universidad de Palermo donde entró al laboratorio de Stanislao Cannizzaro y se dedicó al estudio de compuestos aromáticos, su interés en la botánica lo llevó al estudio de muchas sustancias vegetales. En 1870 aceptó la cátedra de química orgánica en la Scuola Superiore di Agricoltura ("Escuela Superior de Agricultura", Universidad de Milán), donde permaneció hasta 1922 cuando por razones de salud renunció a la cátedra, a la edad de 83 años.
Fue galardonado en 1900 con la medalla Davy, concedida por la Royal Society «por sus brillantes investigaciones sobre la posición de la teoría de los compuestos aromáticos».

## Obra
- Koerner, Guglielmo (1868). La determinazione del luogo chimico nei composti cosi detti aromatici. Palermo.
- Koerner, Guglielmo (1869). Fatti per servire alla determinazione del luogo chimico nelle sostanze aromatiche. Palermo: F. Lao.
- Koerner, Guglielmo (1869). Synthese d'une base isomere à la toluidine. Palermo.
- Koerner, Guglielmo (1874). Studj sull'isomeria delle cosi dette sostanze aromatiche a sei atomi di carbonio, comunicazione dal laboratorio di chimica organica della Regia Scuola superiore di agricoltura in Milano. Milano: Scuola superiore di agricoltura.
- Koerner, Guglielmo (1875). Intorno a due acidi benzobisolforici ed ai loro rapporti con altri composti. Presentata da Polli Giovanni. Milano: Bernardoni.
- Koerner, Wilhelm (1882). Die Grundzuge der ungarischen Sprache. Berlin: Weidmann.
- Koerner, Guglielmo (1887). Lezioni di Chimica organica. Raccolte da Alfredo Gilardi e Niccolo Baseggio. Milano: Tipografia Litografica Minotti Ernesto.
- Koerner, Guglielmo (1888). Ricerche sulla composizione e costituzione della siringina, un glucoside della syringa vulgaris. Milano: Tipografia Bernardoni di C. Rebeschini.
- Koerner, Wilhelm (1910). Uber die Bestimmung des chemischen Ortes bei den aromatischen Substanzen : vier Abhandlungen. Aus dem Franzosischen und Italienischen ubersetzt und herausgegeben von G. Bruni und B. L. Vanzetti. Leipzig: Engelmann.
- Koerner, Guglielmo (1910). Pubblicazioni raccolte ed ordinate in occasione del 50° anniversario della sua laurea. Milano: Tipografia degli Operai.
- La determinazione del luogo chimico nei composti cosi detti aromatici : l'opera classica di Guglielmo Koerner. Milano: Tipografia degli operai. 1910.
- Koerner, Guglielmo (1911). L'industria chimica in Italia nel cinquantennio (1861-1910). Roma: Tipografia della Regia Accademia dei Lincei.
- Koerner, Guglielmo (1913). Dinitroderivati delle benzine metadialogenate. Roma: Tipografia della Regia Accademia Dei Lincei.
- Koerner, Guglielmo (1913). Paranitroaniline ortoalogenate e loro derivati. Roma: Tipografia della Regia Accademia Dei Lincei.
- Koerner, Guglielmo (1914). Benzine nitrosostituite ottenute dai corrispondenti aminoderivati. Roma: Tipografia della Regia Accademia Dei Lincei.
- Koerner, Guglielmo (1915). Il quinto trinitrotoluene ε e prodotti dinitroalogeno sostituti corrispondenti. Roma: Tipografia della Regia Accademia dei Lincei.
- Koerner, Guglielmo (1915). Analisi qualitativa : Appunti presi alle Lezioni del prof. Guglielmo Koerner nel Regio Politecnico e nella Regia Scuola superiore di agricoltura di Milano nell'aa 1913-4. Varese: Tipografia A. Nicola e C.
- Koerner, Guglielmo (1916). Il sesto trinitro-toluene e prodotti dinitro-alogeno sostituiti corrispondenti. Roma: Tipografia della Regia Accademia Dei Lincei.
- Koerner, Wilhelm (1995). Die Chronik von Eppertshausen : Der reichsritterschaftliche freiherrliche Ort Eppertshausen. Der geschichtliche Werdegang einer Gemeinde im Widerstreit der herrschenden Machte un Krafte. Eppertshausen: Herausgeber.
- Koerner, Wilhelm (1998). Was die Flurnamen des Ortes Eppertshausen erzahlen. Eppertshausen: Gemeinde Eppertshausen.